# الإسلام في الكاميرون
الإسلام في الكاميرون هو ثاني أكبر ديانة في البلاد بعد المسيحية. يشكل المسلمون ما يقرب من 30-35 في المائة من سكان الكاميرون. يعرف 27٪ من المسلمين أنفسهم بأنهم سنة و 2٪ أحمديون و3٪ شيعة بينما الغالبية الباقية مسلمون فقط. ينتمي 48٪ من المسلمين إلى الطريقة الصوفية. قامت الفولاني مجموعة رعوية بدوية نشرت الإسلام في أوائل القرن التاسع عشر في غرب أفريقيا إلى حد كبير من خلال النشاط التجاري والطرق الصوفية (القادرية والتيجانية). في المحافظات الشمالية فإن الفولاني مسلمون بينما المجموعات العرقية الأخرى المعروفة مجتمعة باسم كيردي فإنها تمارس عموما شكلا من أشكال الإسلام. مجموعة باموم العرقية التي تتواجد في المحافظات الغربية ذات أغلبية مسلمة إلى حد كبير.

## وصول الإسلام إلى الكاميرون

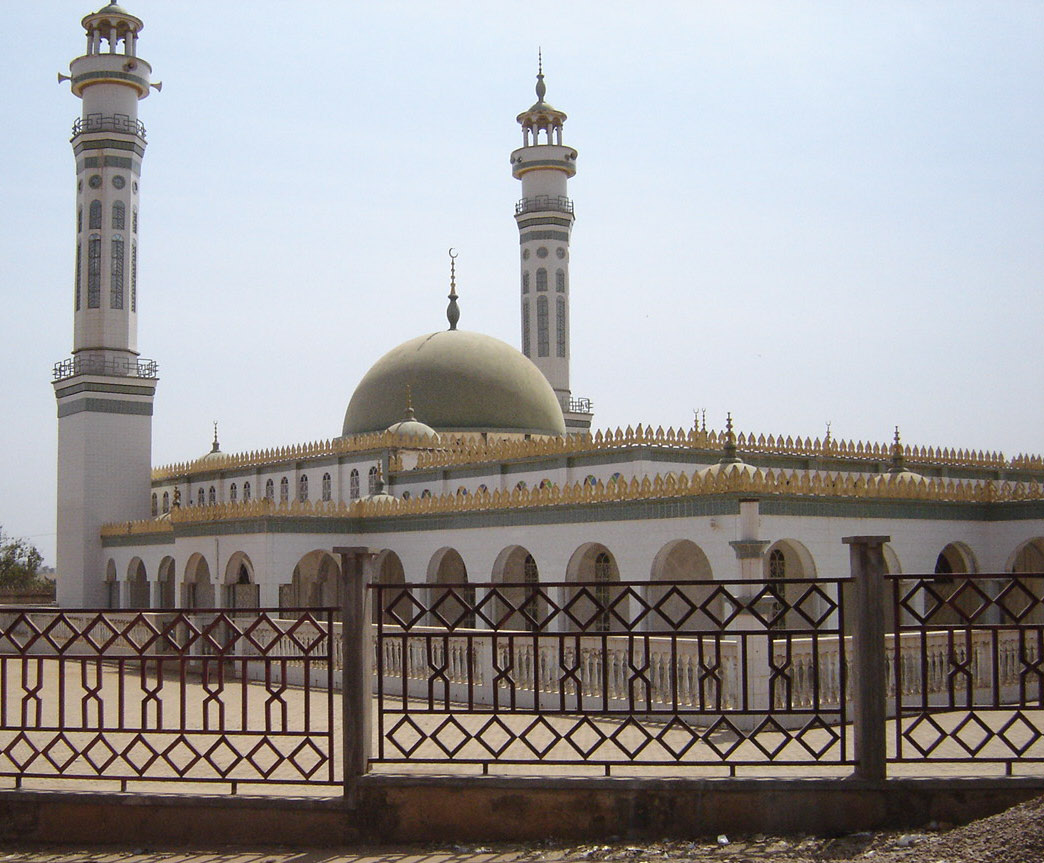
مسجد نغاونديري لاميدو الكبير

وصلها الإسلام عبر التجارة وقوافلها التي كانت تأتي من الشمال حيث استقرت جماعات من شعب الفولاني المسلم في المناطق الشمالية من الكاميرون واحترفوا التجارة وكونوا مجتمعات إسلامية بهذه البلاد. وحددت في هذه المرحلة بداية توغل الإسلام من شمال الكاميرون إلى وسطه .
بسط الإسلام نفوده على حوض نهر بنوي والهضبة الوسطى من الكاميرون في النصف الأول من القرن التاسع الميلادي واستمر حركة انتشار الإسلام حتى عم وسط الكاميرون. وساهم العديد من الدعاة المحليين في نشر الإسلام بالكاميرون.
ظل الإسلام يتقدم من الشمال نحو الجنوب حتى فرض الاحتلال الألماني نفوذه على الكاميرون في سنة 1884 وانتشرت البعثات التنصيرية في القسم الجنوبي من الكاميرون التي استمدت سلطانها من وجود الاحتلال الألماني وقسمت الكاميرون بين بريطانيا وفرنسا في أثناء الحرب العالمية الأولى.

## مناطق المسلمين

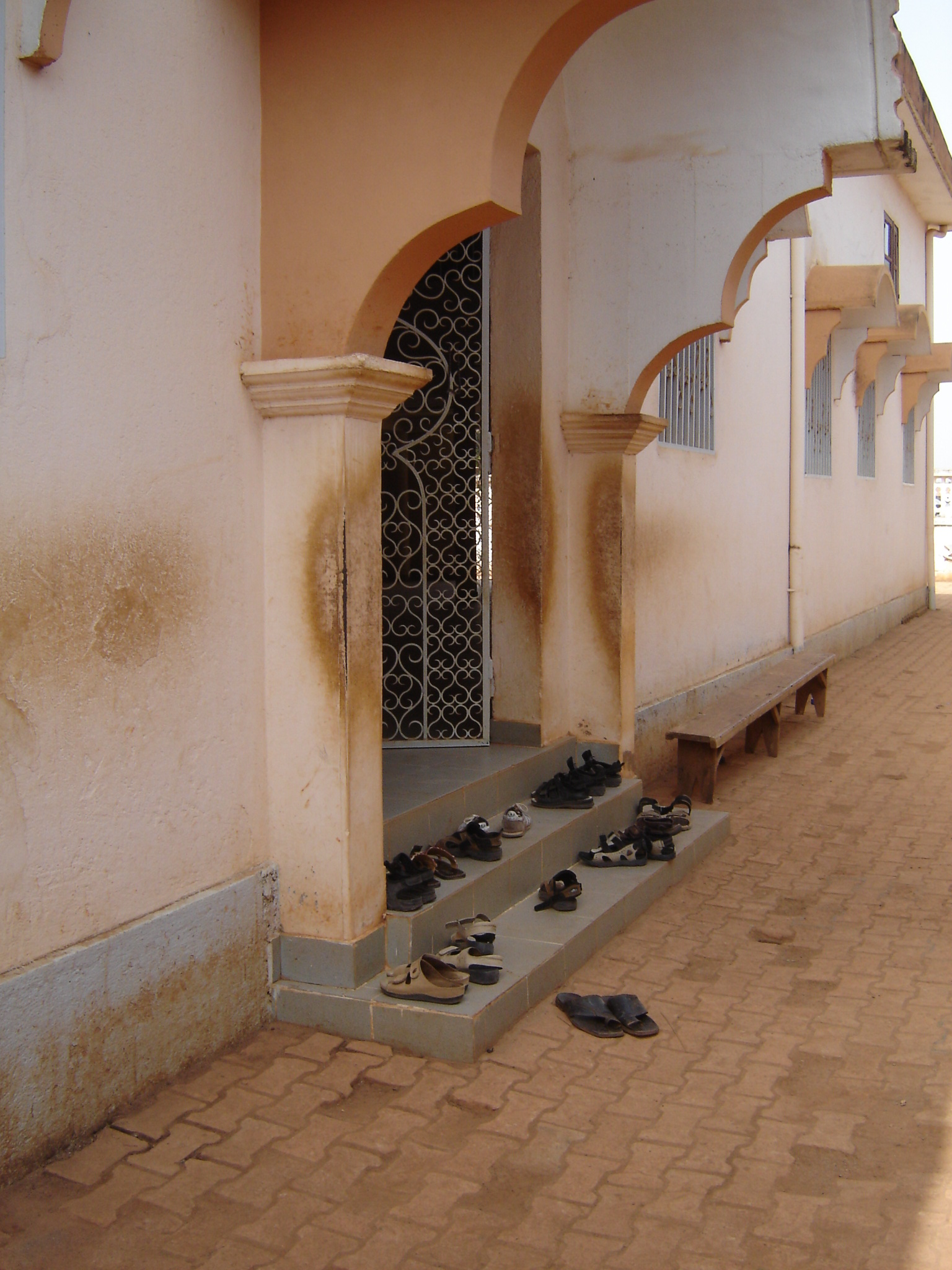
مدخل مسجد فومبان

ينتشر الإسلام بين القبائل التي تسكن الجانب الأيمن من نهر ساناجا وفي هضبة ادماوا وفي حوض ينوي وفي القسم الشمالي من البلاد في حوض بحيرة تشاد وفي جبال ماندرا وهضبة النولوب باموم كما يوجد المسلمون في معظم المدن الجنوبية في الكاميرون. ومن أهم العناصر المسلمة في الكاميرون الفولاني، الباموم، التيكار، الماندرا، الشاوية العرب، وقبائل الكيردي. وزاد انتشار الإسلام بعد الحرب العالمية الثانية بين القبائل التي تسكن وسط الكاميرون مثل باموم وديورا ولاكا. وانتقلت الدعوة الإسلامية إلى الجبال في غربي الكاميرون بين قبائل كوتين وجيدرا والفالي وموفو ومتكارم. كما انتشرت الدعوة الإسلامية في الجنوب بين قبائل ماوندانج وموسجوم. ويتوقع المزيد من الأنصار للإسلام في النطاق الغربي من الكاميرون وكذلك في الجنوب ويقدر عدد المسلمون في الكاميرون أكثر من 5 ملايين نسمة رغم وجود البعثات التنصيرية .
ومن القبائل المسلمة في الكاميرون قبيلتي مسكون وجدون في شمال الكاميرون التين يعتنقون مذهب أهل السنة والجماعة.

## الهيئات والمؤسسات الإسلامية
يوجد بالكاميرون المجلس الوطني الإسلامي، لجنة ترجمة القرآن الكريم، الجمعية الثقافية، وجمعية الكاميرون الإسلامية التي تأسست في سنة 1963. وتوجد 50 مدرسة ابتدائية و5 مدارس إعدادية (فرنسية وعربية).